# Wurmbrand-Stuppach
Wurmbrand-Stuppach is een hoogadellijk huis in Oostenrijk.

## Geschiedenis
De familie is afkomstig uit Stiermarken, waar in 1130 Ottomar, heer van Wurmberg wordt vermeld wiens zoon Poppo het slot Stuppach bezit. In een oorkonde uit 1194 van de aartsbisschop van Salzburg Adalbert wordt Leutpold der Wurmprant genoemd. Omstreeks 1200 bouwden de heren het kasteel Wurmbrand. In de kloosterkerk van Gloggnitz is er een grafsteen van Heinrich von Wurmprant von Stuppach uit 1265 en zijn broer Helmwig Wurmprant zu Salloder komt voor in een oorkonde uit 1322.
Op 9 juli 1518 werden de heren verheven tot Freiherr en sinds 8 januari 1578 waren de Freiherren erfelijk grootseneschalk in het hertogdom Stiermarken. Omstreeks 1580 erfde Freiherr Mathias I († 1584) ten gevolge van zijn huwelijk met Sybille van Zebingen de heerlijkheid Reitenau. Hun twee zoons waren de stichters van de tak in Oostenrijk (de oudere tak) en in Stiermarken (de jongere tak).
De Oostenrijkse tak steeg het meest in rang en aanzien. De jongere tak bleef tot de lage adel behoren. De stamvader van de oudere tak was Ehrenreich, Freiherr van Wurmbrand te Stuppach (1558–1620). Hij werd op 17 december 1607 verheven tot Freiherr van het Heilige Roomse Rijk. Zijn nakomelingen werden op 3 oktober 1682 verheven tot graaf in de Oostenrijkse Erflanden. Op 31 augustus 1701 volgde de verheffing tot rijksgraaf, waarna de rijksgraaf op 24 mei 1726 werd toegelaten op de bank van de Frankische rijksgraven in de Rijksdag. Omdat de graaf niet in het bezit was van een graafschap dat rijksvrij was, had hij de status van personalist. In 1829 volgde verlening van het predicaat "Doorluchtigheid" (Erlaucht) bij eerstgeboorte waarmee leden van het geslacht tot de hoge adel gingen behoren en daarmee ebenbürtig werden aan leden van regerende vorstenhuizen. De leden van het geslacht, hoewel dus van hoge adel, voeren allen de titel van graaf/gravin, het hoofd van het huis voert daarnaast het predicaat "Zijne Doorluchtigheid".
De grafelijke takken die niet tot de hoge adel behoorden, zijn inmiddels uitgestorven.

### Enkele leden van het huis Wurmbrand-Stuppach
- graaf Jozef Rudolf van Wurmbrand-Stuppach (1724–1779), Oostenrijks ambtenaar, vader van graaf Frans Jozef
- Frans Jozef van Wurmbrand-Stuppach (1737–1806), Oostenrijks diplomaat
- graaf Frans Jozef van Wurmbrand-Stuppach (1753–1801), Oostenrijks ambtenaar, gouverneur van Karinthië en West-Galicië

#### Generaties Oostenrijkse tak
Johan Eustach van Wurmbrand-Stuppach († 1687)
- graaf Johan Jozef Willem van Wurmbrand-Stuppach (1670–1750), Oostenrijks ambtenaar, ridder van de Orde van het Gulden Vlies, studeerde aan de Universiteit van Utrecht, voorzitter van de Rijkshofraad
  - graaf Gundacar Thomas van Wurmbrand-Stuppach (1733–1791)
    - graaf Gundacar Heinrich van Wurmbrand-Stuppach (1762–1847), hoofd van het huis, kleinzoon van Johan Jozef Willem
      - graaf Ernst van Wurmbrand-Stuppach (1804–1846), hoofd van het huis
        - graaf Ferdinand van Wurmbrand-Stuppach (1835–1896), hoofd van het huis
          - graaf Wilhelm van Wurmbrand-Stuppach, heer van Steyersberg, enz. (1862–1927), hoofd van het huis, verloor in 1919/1920 zijn adellijke privileges en titels toen de adel werd afgeschaft in Oostenrijk
            - graaf Degenhart van Wurmbrand-Stuppach, heer van Steyersberg, enz. (1893–1965), hoofd van het huis en van de eerste linie
              - gravin Leonora Huberta Maria van Wurmbrand-Stuppach, ook genoemd Lori Wurmbrand, Leonora Huberta Maria Miller en Lori Von Wertheimer (1927–2009), laatste telg van de eerste linie

        - graaf Ernst van Wurmbrand-Stuppach (1838–1917), in 1869 gehuwd met gravin Stephanie van Wurmbrand-Stuppach, geboren Stephanie von Vrabély, ook genoemd Stephanie Brand-Vrabély (1849–1919), Hongaars pianiste en componiste
        - barones Adelaide van Wurmbrand-Stuppach, ook genoemd Adelma von Vay of Adelma Vay de Vaya (1840–1925), Oostenrijks schrijfster, spiritiste en medium

      - graaf Ernst van Wurmbrand-Stuppach (1806–1884)
        - graaf Paul van Wurmbrand-Stuppach (1853–1927)
          - graaf Paul van Wurmbrand-Stuppach (1891–1962)
            - graaf Ernst Gundaccar van Wurmbrand-Stuppach, heer van Steyersberg, enz. (1946), hoofd van het huis en van de tweede linie
              - erfgraaf Helmwig van Wurmbrand-Stuppach (1970)

      - graaf Ferdinand van Wurmbrand-Stuppach (1807–1886)
        - graaf Heinrich van Wurmbrand-Stuppach (1834–1887), ritmeester
          - graaf Friedrich van Wurmbrand-Stuppach (1865–1938), officier en grootmaarschalk van aartshertogin Maria Annunziata van Oostenrijk (1876–1961)
            - graaf Friedrich van Wurmbrand-Stuppach (1904–1997)
              - graaf Friedrich van Wurmbrand-Stuppach (1931–1993)
                - graaf Federico van Wurmbrand-Stuppach (1964), hoofd van de derde linie

          - graaf Ferdinand van Wurmbrand-Stuppach (1879–1933), gehuwd met May Baltazzi 
            - gravin Maria Anna Paula Ferdinandine van Wurmbrand-Stuppach, ook genoemd Etti Plesch (1914–2003), Oostenrijks socialite, trad zesmaal in het huwelijk, twee van haar paarden wonnen de Epsom Derby

        - graaf Ladislaus Gundacar Gregor Alois van Wurmbrand-Stuppach (1838–1901), Oostenrijks ambtenaar, gouverneur van Stiermarken
- graaf Christiaan Sigismond van Wurmbrand-Stuppach (1673–1737), Oostenrijks militair, werd door de Fransen krijgsgevangen gemaakt in de Spaanse Successieoorlog, nam in de Oostenrijks-Turkse Oorlog onder bevel van prins Eugenius van Savoye deel aan de herovering van Timișoara in 1716, leed in de Poolse Successieoorlog een nederlaag bij Trarbach tegen de hertog van Belle-Isle

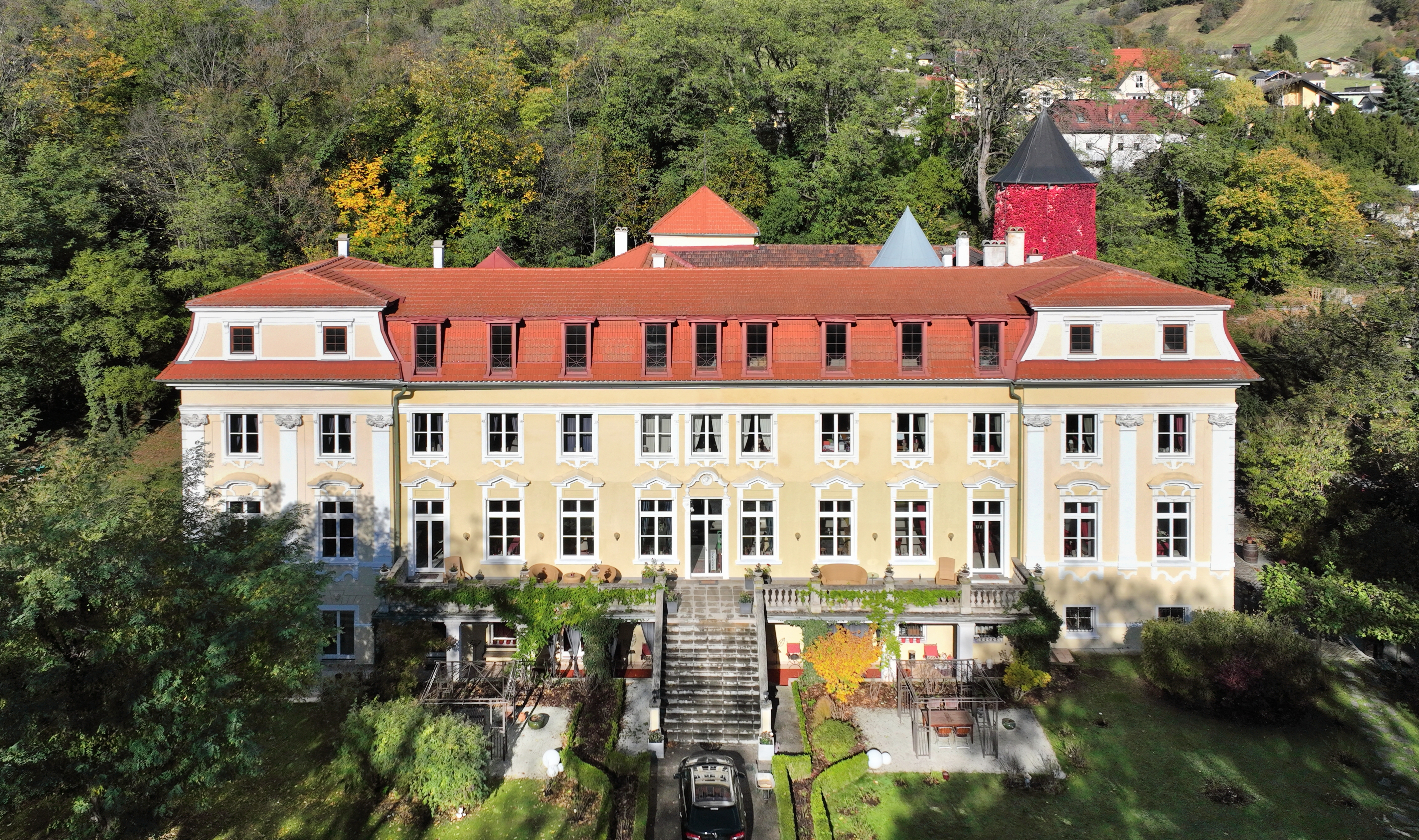
slot Stuppach, Gloggnitz (Neder-Oostenrijk)
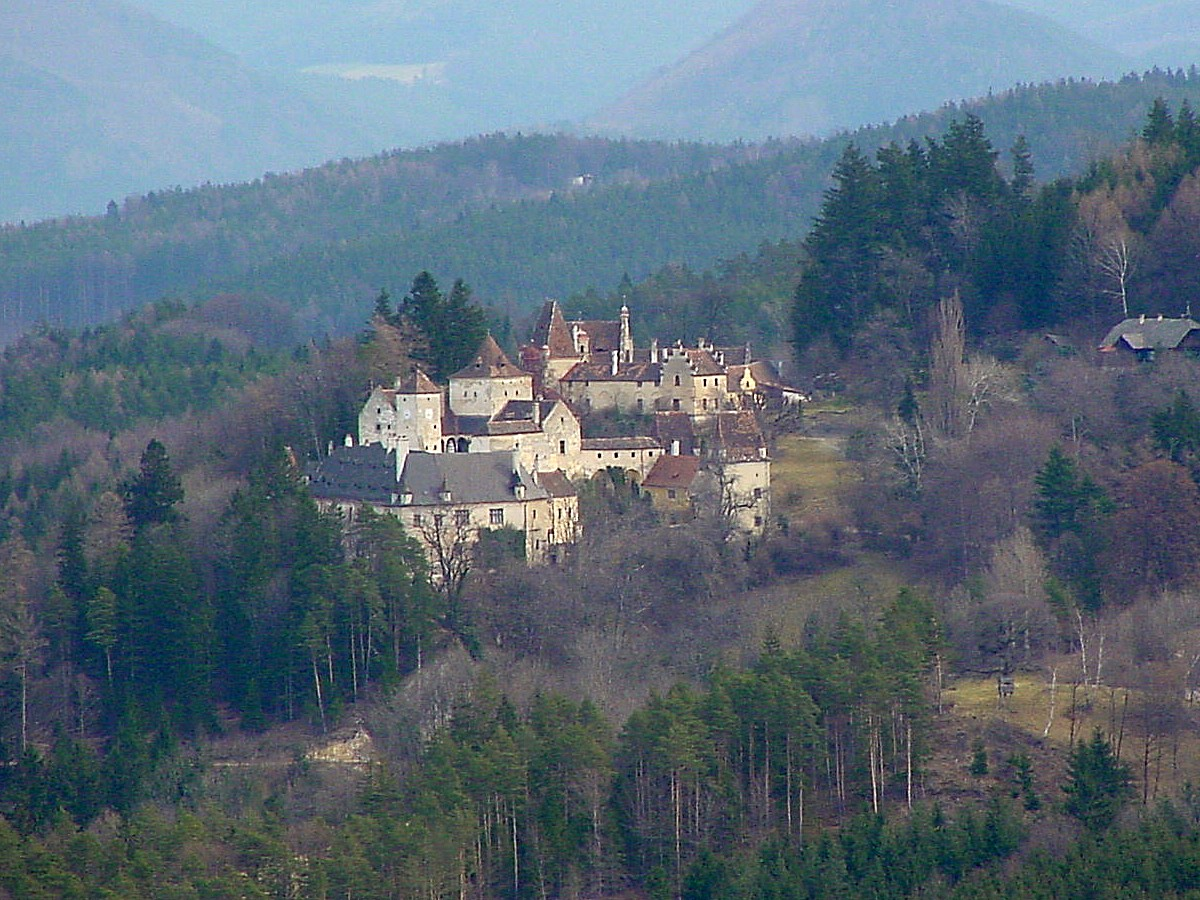
Burg Steyersberg, Warth (Neder-Oostenrijk)
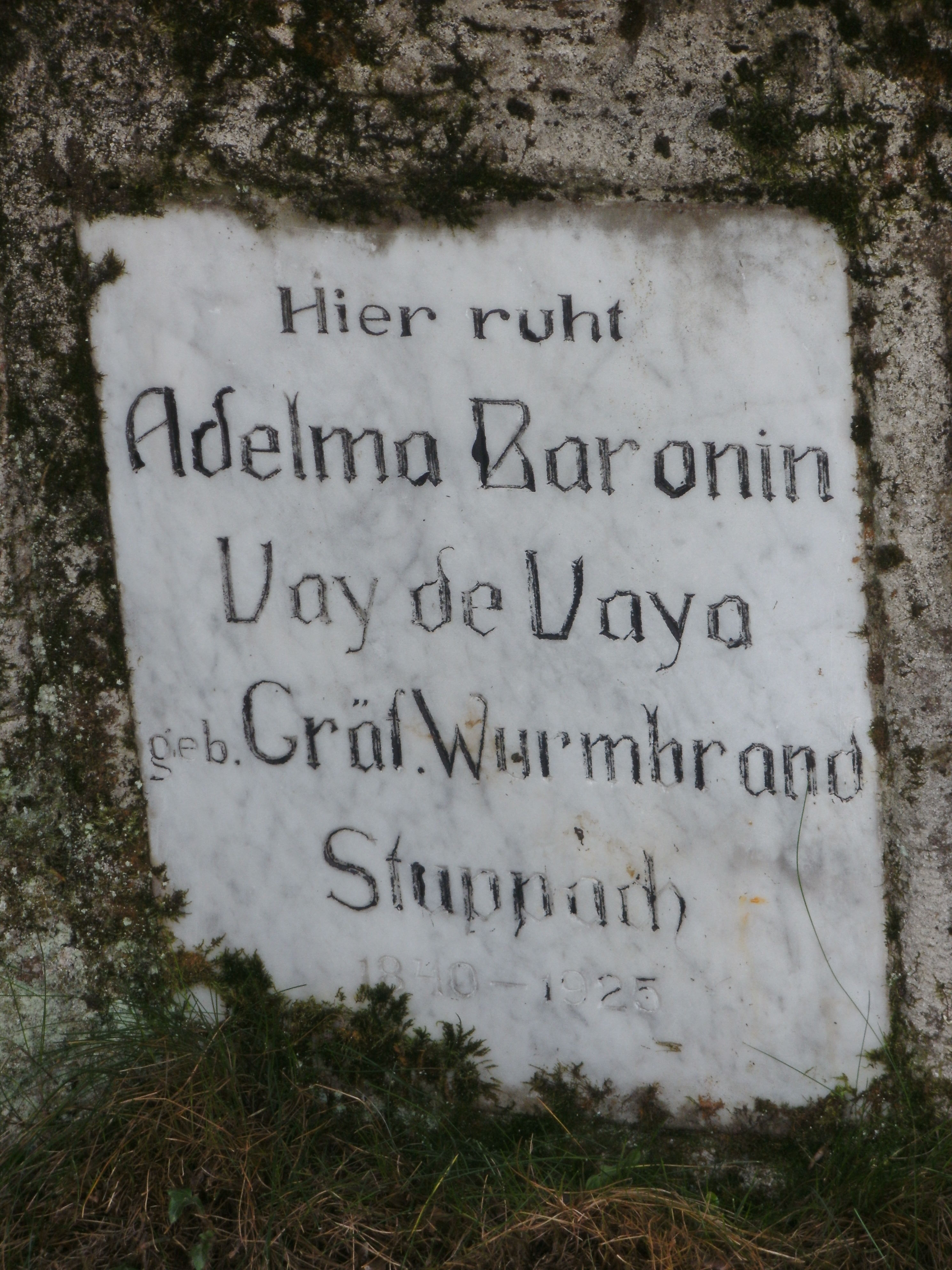
grafsteen barones Adelaide van Wurmbrand-Stuppach, Slovenske Konjice
kleuren van Etti Plesch